# Iznalloz
Iznalloz is een gemeente in de Spaanse provincie Granada in de regio Andalusië met een oppervlakte van 310 km². Iznalloz telt 5.045 inwoners (1 januari 2016).

## Demografische ontwikkeling
Bron: INE, 1857-2011: volkstellingen
Opm.: In 1857 werden Dehesas Viejas, Deifontes en Piñar zelfstandige gemeenten; in 1972 werd Dehesas Viejas opnieuw aangehecht